# Boșoteni, Bacău
Boșoteni este un sat în comuna Berești-Tazlău din județul Bacău, Moldova, România. La recensământul din 2002 avea o populație de 480 locuitori.